# Căpotești, Bacău
Căpotești este un sat în comuna Huruiești din județul Bacău, Moldova, România.